# Bustes de Scipione Borghese
Les bustes de Scipione Borghese sont deux œuvres du Gian Lorenzo Bernini, sculptées en 1632 et conservées dans la Galerie Borghèse à Rome. Chaque buste en marbre représente le cardinal Scipione Caffarelli-Borghese, le neveu du pape Paul V, qui avait commandé précédemment des œuvres au Bernin dans les années 1620. Après la première version, une seconde a été sculptée en raison d'un défaut du marbre.

## Description

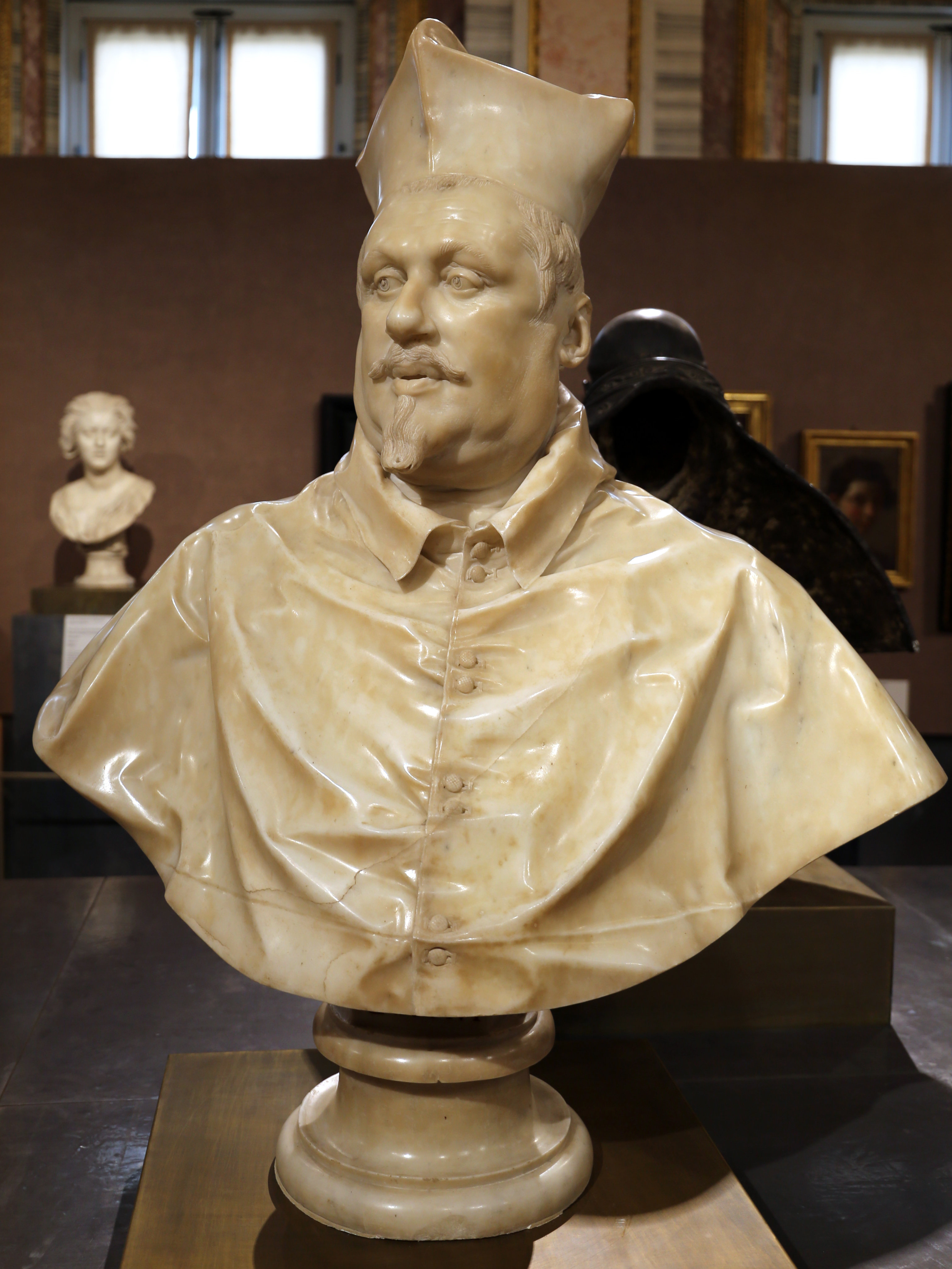
Deuxième version.

Les bustes montrent Scipione Borghese dans sa robe avec sa barrette, comme il doit à sa position de cardinal de l'Église romaine. Le mouvement et la vivacité du modèle sont les caractéristiques les plus pertinentes de ces bustes.
Le cardinal regarde vers sa droite et ouvre les lèvres comme pour commencer à parler. Le sens du mouvement est accentué par les plis spectaculaires qui bordent sa robe, suggérant le mouvement de son corps. Dans la deuxième version, l'un des boutons est sur le point de se défaire.

## Histoire
Le buste est commandé par le pape Urbain VIII, qui a déjà confié au Bernin le baldaquin de la basilique Saint-Pierre, sur lequel l'artiste travaille au même moment. Le buste interrompt une période où le Bernin ne se consacre plus à la sculpture, qui marque un tournant dans sa carrière. Jusqu'alors, en effet, les portraits du Bernin sont caractérisés par une dimension introvertie, tandis que le cardinal est représenté de manière beaucoup plus extravertie, présupposant presque « l'existence d'un observateur ». C'est « un portrait d'une grande immédiateté, qui vise à saisir le caractère du personnage dans la brièveté et la fugacité d'un état psychologique ».
Les deux premiers biographes du Bernin, Domenico Bernini et Philippe Baldinucci, racontent l'histoire des bustes et expliquent la création de la deuxième version :
après que Le Bernin eut terminé la première version, les aides étaient en train de polir le buste lorsqu'ils découvrirent une fissure importante dans le marbre au niveau du front, qui défigurait le visage. Le Bernin fut prévenu et se mit immédiatement au travail pour créer, en secret, une copie avec un nouveau bloc de marbre, ce qui prit trois jours selon Domenico Bernini, et quinze nuits de travail acharné pour Baldinucci,,.
Les biographes racontent des histoires légèrement différentes sur la façon dont les deux versions ont été dévoilées. Selon Domenico Bernini, le cardinal Borghese aurait vu la version non polie et aurait été tellement impressionné qu'il aurait demandé que le buste soit terminé et montré à son oncle, le pape Paul V. C'est alors que le défaut fut découvert et que Le Bernin créa la deuxième version, qui fut transportée en secret pour être montrée au pape. Mais le cardinal remarqua qu'il s'agissait d'une version différente et Le Bernin révéla la création du deuxième buste. L'histoire de Baldinucci diffère quelque peu : ignorant qu'il existe une deuxième version, le cardinal Borghese voit le buste original. Il exprime son plaisir, mais cache sa déception face au défaut ; Le Bernin révèle alors la deuxième version, sans défaut ; le cardinal exprime alors son étonnement et son contentement face à l'habileté de l'artiste.
Une fois terminés, les deux bustes ont été transportés à la Villa Borghèse. Ils sont achetés par l'État italien en 1892 et exposés aux Galeries de l'Académie de Venise, jusqu'à ce qu'ils rejoignent le reste des collections de la Galerie Borghèse en 1908 où ils sont aujourd'hui conservées.
La restauration des œuvres a lieu en 1997, permettant la mise en évidence de la fissure présente dans le premier des deux bustes créés.

## Datation

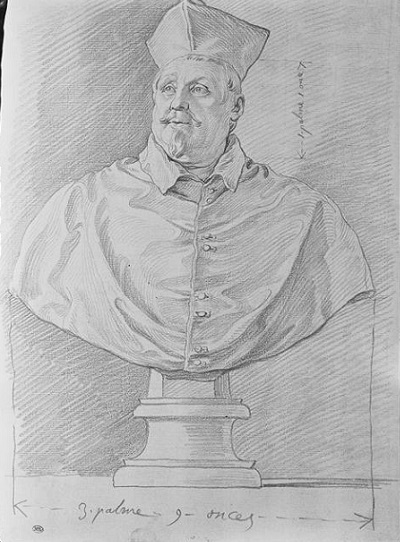
Edmé Bouchardon, Dessin du buste de Scipione Borghese, XVIIIe siècle, musée du Louvre, Paris.

Un document datant du 8 janvier 1633 et conservé aux Archives d'État de Modène indique que, « sur commission du Pontife, le Bernin créa un buste en marbre du cardinal Borghèse, pour lequel il fut payé avec 500 sequins et un diamant d'une valeur de 150 écussons ».
Une lettre de Fulvio Testi adressée le 29 janvier 1633 au comte Francesco Fontana rapporte que le buste coûta 1 000 écus et que la figure est « vraiment vivante et respire ».
Un dernier document de Lelio Guidiccioni, daté du 4 juin 1633, accrédite en outre la datation de l'œuvre à l'année 1632. Un reçu attestant du paiement de 500 écus par la famille Borghese au Bernin est conservé dans les archives de la Villa du même nom.

## Analyse et critiques
Le savoir-faire du Bernin réside dans la diffraction de la lumière pour produire des effets de clair-obscur, mais surtout dans le rendu des matières, qui restituent la valeur tactile des surfaces sculptées.
La première version est souvent considérée comme supérieure. Howard Hibbard décrit la manipulation du marbre par Le Bernin comme lui donnant une « nouvelle dimension de la réalité ». Si la seconde version est formellement l'œuvre du Bernin, elle est considérée comme beaucoup moins spontanée : Rudolf Wittkower dit qu'elle « manque de l'animation et de la vitalité de la première ». D'autres, cependant, soulignent les points forts du deuxième buste, Charles Avery le qualifiant de « l'un des plus grands portraits de tous les temps, tous supports confondus, ce buste est une œuvre de génie ».

## Versions préparatoires
Il existe un dessin préparatoire de l'œuvre à la Morgan Library and Museum de New York, réalisé à la sanguine et au graphite par Le Bernin, le seul dessin préparatoire qui reste.
Le Metropolitan Museum of Art de New York conserve une sculpture préparatoire de Giuliano Finelli. Une version en bronze, créée à partir des bozzetti (travaux préparatoires) en terre cuite réalisés par Le Bernin, est conservée dans une collection privée à New York.
Enfin, il existe une caricature du même modèle réalisée par Le Bernin à la bibliothèque apostolique vaticane.